# Ocaña (ort i Colombia)
Ocaña är en ort i Colombia.   Den ligger i departementet Norte de Santander, i den norra delen av landet, 400 km norr om huvudstaden Bogotá. Ocaña ligger 1 197 meter över havet och antalet invånare är 83 511.
Terrängen runt Ocaña är huvudsakligen kuperad, men västerut är den bergig. Runt Ocaña är det tätbefolkat, med 266 invånare per kvadratkilometer. Ocaña är det största samhället i trakten. I omgivningarna runt Ocaña växer i huvudsak städsegrön lövskog.
Utanför Ocaña ligger Aguas Claras flygplats.